# 芬蘭廣播公司高清頻道
芬蘭廣播公司高清頻道（芬蘭語：Yle HD）是芬蘭廣播公司一條已經不復存在高清電視頻道，於2011年5月2日正式開播。這條頻道當時會在工作天和週末分別播放芬蘭廣播公司第二電視台以及芬蘭廣播公司第一電視台的節目，不過後來因為芬蘭廣播公司決定會把旗下所有電視頻道播出高清電視訊號，所以這條頻道已於2014年1月28日停播。